# Tonnie Dinjens
Tonnie Dinjens (Nijmegen, 2 januari 1973) is een Nederlands film- en televisieregisseur.

## Biografie
Tonnie Dinjens heeft zijn Master of Arts-graad (Film- en Televisiewetenschap) behaald in Amsterdam en New York. Sinds zijn regiedebuut bij de politieserie Spoorloos Verdwenen heeft hij verschillende televisieseries geregisseerd, waaronder meer dan 120 afleveringen van de populaire jeugdserie SpangaS. Eigen filmwerk bestaat o.a. uit de korte film VERSUS en de internationale sci-fi drama Time Will Tell.
Sinds augustus 2018 is Dinjens o.a. werkzaam als docent op de Hogeschool Windesheim als drama-docent..

## Signatuur
In zijn werk heeft hij de voorkeur om sciencefiction en drama met elkaar te combineren. Hij plaatst mensen van vlees en bloed in extreme situaties, waardoor zij niet kunnen terugvallen op hun gebruikelijke en meestal voorspelbare gedrag, maar zichzelf opnieuw moeten ontdekken en hun eigen (im)morele waarden ter discussie moeten stellen. VERSUS en Time Will Tell zijn hier voorbeelden van.

## Prijzen

### VERSUS
- In competitie: Brussels short film festival categorie International competition[3] (2015)

### SpangaS
- Winnaar: Cinekid Kinderkast Publieksprijs fictie (2010)
- Nominatie: Rose d'Or categorie Drama (2009)
- Winnaar: ‘Gouden Stuiver’ Beste Nederlandse Jeugdprogramma (2008)

## Filmografie
- Kroongetuige (televisieprogramma) (2017)
- Nieuwe Tijden (televisieserie) (2016)
- Time Will Tell (2016)
- VERSUS (2014)
- Beschuldigd (2013)
- SpangaS (2008 - 2012)
- Spoorloos Verdwenen (2007)